# Андреас Бемер
Андре́ас Бе́мер (або Бремер; ? Вроцлав — між 1625 і 1629, Львів) — львівський будівничий і скульптор доби Відродження.

## Біографія
Збережені дані біографії вкрай фрагментарні. Народився в місті Бреслау (нині Вроцлав), німець за походженням. Дата народження невідома. 1584 року вперше згадується у книгах львівського цеху будівничих, де отримав прізвисько Нерихлий (тобто «нескорий», «повільний»). У 1584—1625 роках належав до старійшин цеху (цехмайстрів). 1592 року прийняв міське право (громадянство). При цьому поручителями виступили старший цехмайстер Войцех Капінос і молодший Ян Влох (Поправа), які засвідчили, що скульптор є законним сином Матеуша та Анни з Вроцлава. Відомо, що орендував каменоломні алебастру в Чернієві у шляхтичів Станіслава та Мартина Бидловських, частину оренди сплатив 1596 року статуями. 1619 року разом із Вільгельмом Флегом делегований цехом як речознавець у суперечці Ольбрахта Людзицького з будівничим Якубом Мадлайном щодо вартості робіт, виконаних у Збаражі. 1621 року за заслуги перед містом, зокрема, за роботи під час перебудови вежі міської ратуші, райцями Львова був довічно звільнений від повинності відбувати сторожу на міських баштах і брамах. Деякий час йому належала частина кам'яниці на вулиці Зарванській (нині вулиця Староєврейська, 26).
Дата смерті невідома. Востаннє Бемер вписаний до цехових книг 1625 року. 1629 року його дружина згадується вже як вдова. Збігнев Горнунг вважав, що будівничий помер близько 1626 року. Тієї ж думки притримувався Анджей Фішингер. Володимир Любченко роком смерті назвав 1629-й.
Документально підтвердженою скульптурною роботою Бемера був вівтар у м. Іва. Із цього польський мистецтвознавець Збігнев Горнунг зробив висновок, що Бемер, ймовірно, був також автором низки алебастрових вівтарів у Львові. Подібної думки притримувався український мистецтвознавець Володимир Любченко, вважаючи, що Бемерові належить частина збереженої у Львові скульптурної спадщини, авторство якої не встановлено.

## Роботи
- Скульптура лева з геральдичним щитом у лапах, поміщена 1591 року на стовпі перед ратушею. Відома як «Лев Лоренцовича». Пізніше тривалий час перебувала на Високому замку. Приписувалась Бемеру Мечиславом Гембаровичем.[12] За припущенням Володимира Вуйцика, Бемер міг також бути автором лева, що знаходився на стовпі біля Галицької брами.[13]
- У 1586—1592 роках разом із Войцехом Капіносом на замовлення магістрату побудував фонтан напроти Ратуші (існував до кінця XVIII ст).[14]
- Польський дослідник Збігнев Горнунг приписував Бемерові вівтар родової каплиці Шольц-Вольфовичів у латинській катедрі Львова. Фундований 1595 року Яном Шольц-Вольфовичем[9], 1771 року перенесений до костелу святого Миколая. Цієї атрибуції однак не поділяють інші дослідники. Зокрема Ян Зубжицький приписував його Янові Бялому, Гембарович вбачав у ньому спільну роботу самого Шольц-Вольфовича і ще одного невідомого скульптора, Володимир Любченко приписував його колу Германа ван Гутте, Юрій Смірнов вважає його автором Яна Зарембу за можливої участі Шольц-Вольфовича. Катажина Бжезіна-Шойерер у своїй праці, присвяченій костелу св. Миколая звернула увагу на дату створення, зазначену на вівтарі і досі не помічену дослідниками — 1599 рік.[15]
- Картуш із гербом Львова на міському оборонному мурі (1608).
- Із певною імовірністю Бемерові приписується участь у першому етапі спорудження каплиці Боїмів протягом 1609—1611 років. Тоді було збудовано саму каплицю і ймовірно декоровано купол.[16] Володимир Любченко вказує 1606—1611 роки спорудження[11] і припускає, що різцеві Бемера належать присадкуваті статуї пророків на пілястрах в інтер'єрі.[17]
- Розширення надгробка у каплиці Шольц-Вольфовичів латинської катедри Львова.[8]
- У 1617—1619 роках на замовлення бургомістра Мартина Кампіана Бемер керував перебудовою готичної вежі львівської ратуші (1826 року втрачена). Разом із ним працювала група «товаришів». Фігурує зокрема «Бернат сницар», автор скульптур левів на кам'яних кронштейнах. Під Бернатом Мечислав Ґембарович та інші дослідники переважно розуміють Бернарда Дікембоша. Серед товаришів також були Добромисл, Стешко і Дропокруст.[18] В інших джерелах ці імена, окрім Дікембоша, майже не згадуються.[11] У музеї Любомирських у Львові знаходились вцілілі фрагменти скульптур із вежі, у яких Збігнев Горнунг припускав авторство Бемера.[18]
- Розбудова каплиці Кампіанів при латинській катедрі у Львові після 1619 року. Зокрема аттик і картуші з фігуративними сценами на фасаді, первинний вівтар (збережений частково).[16]
- 1621 року уклав угоду з воєводою дерптським Миколою Кішкою, про виготовлення вівтаря за попередньо узгодженим рисунком. Вівтар призначався до Іви Ошм'янського повіту (нині Ів'є, Гродненська область, Білорусь). Ймовірно для тамтешнього костелу, збудованого коштом Кішків[19] на початку XVII ст., у 1633 році переданого бернардинам. Вівтар не зберігся.[9] Бемер особисто виїздив до Іви, однак невідомо — у справі вівтаря чи також і інших робіт.[8]
- За припущенням низки дослідників, Бемер працював при завершенні будівництва бернардинського монастиря. Спорудив вежу-дзвіницю, західний і східний фронтони у стилі нідерландського маньєризму, які оздобив понад двадцятьма скульптурами із власної майстерні. Атрибуція базується на подібності восьмигранної вежі костелу до ратушевої, участь у будівництві якої підтверджено документально. Існують розбіжності щодо скульптур Христа і Богоматері в нішах на головному фасаді, які за своїм рівнем вигідно виділяються на фоні решти скульптурного ансамблю. Тут Владислав Лозинський і Мечислав Гембарович припускали авторство Яна Пфістера, як найкращого на той час скульптора у Львові.[20] Володимир Любченко схильний все ж вважати ці статуї ближчими до примітивного реалізму Бемера.[21]